# 2024年に地球へ接近した小惑星の一覧
以下は2024年に地球へ接近した小惑星の一覧（2024ねんにちきゅうへせっきんしたしょうわくせいのいちらん）である。

## 既知の地球と月の距離以内に地球へ接近した小惑星
2024年に地球から1LD（0.0025696天文単位 (384,410 km; 238,860 mi)）未満に接近した既知の地球近傍小惑星の一覧。地球から月までの距離よりも近く接近するほとんどの小惑星は直径が40メートル未満であるため、通常、地球から数百万キロメートル以内に到達するまで検出されない。太陽の方向から来る天体は、最接近から数日後まで公に発表されない場合がある。
参考までに、地球の半径は約0.0000426天文単位 (6,370 km; 3,960 mi)または0.0166LDである。静止衛星の軌道長半径は0.000282天文単位 (42,200 km; 26,200 mi)または0.110LDである。
      赤色で強調表示された小惑星は、最も接近するまで発見されなかった小惑星。
      黄色で強調表示された小惑星は、最も近い接近時の24時間以内に発見された小惑星。
      緑色で強調表示された小惑星は、最も近い接近時の1週間以上前に発見された小惑星。
      水色で強調表示された小惑星は、最も近い接近時の7週間以上前に発見された小惑星。
      青色で強調表示された小惑星は、最も近い接近時の1年以上前に発見された小惑星（つまり、小惑星はその接近時に発見されたのではなく以前から発見されていた）。
| 最接近日 | 発見日 | 小惑星 | 曲線あてはめによる地心距離 | 曲線あてはめによる地心距離 | 不確実性 領域 (3シグマ) | おおよその サイズ（m） | （H） （絶対等級） | 月への 接近 |
| 最接近日 | 発見日 | 小惑星 | (au)                       | （LD）                     | 不確実性 領域 (3シグマ) | おおよその サイズ（m） | （H） （絶対等級） | 月への 接近 |
| -------- | ------ | ------ | -------------------------- | -------------------------- | ----------------------- | ---------------------- | ------------------ | ----------- |